# Dalea mollis
Dalea mollis är en ärtväxtart som beskrevs av George Bentham. Dalea mollis ingår i släktet Dalea, och familjen ärtväxter. Inga underarter finns listade i Catalogue of Life.